# Delia (Kansas)
Delia és una població dels Estats Units a l'estat de Kansas. Segons el cens del 2000 tenia 179 habitants.

## Demografia
Segons el cens del 2000, Delia tenia 179 habitants, 53 habitatges, i 46 famílies. La densitat de població era de 628,3 habitants per km².
Dels 53 habitatges en un 47,2% hi vivien nens de menys de 18 anys, en un 73,6% hi vivien parelles casades, en un 7,5% dones solteres, i en un 13,2% no eren unitats familiars. En el 13,2% dels habitatges hi vivien persones soles el 5,7% de les quals corresponia a persones de 65 anys o més que vivien soles. El nombre mitjà de persones vivint en cada habitatge era de 3,38 i el nombre mitjà de persones que vivien en cada família era de 3,72.
Per edats la població es repartia de la següent manera: un 38,5% tenia menys de 18 anys, un 6,7% entre 18 i 24, un 24% entre 25 i 44, un 20,1% de 45 a 60 i un 10,6% 65 anys o més.
L'edat mediana era de 30 anys. Per cada 100 dones de 18 o més anys hi havia 103,7 homes.
La renda mediana per habitatge era de 36.667 $ i la renda mediana per família de 37.250 $. Els homes tenien una renda mediana de 29.375 $ mentre que les dones 43.750 $. La renda per capita de la població era de 14.665 $. Entorn de l'11,7% de les famílies i el 12,8% de la població estaven per davall del llindar de pobresa.

## Poblacions més properes
El següent diagrama mostra les poblacions més properes.